# Martin Huonker
Martin Huonker (* 1896; † 1990) aus Rottweil, von Beruf Landwirt, war Evangelist und Apostel (etwa einem Bischof vergleichbar) der Kirche Christi mit der Elias-Botschaft und hatte viele Jahre die Leitung dieser Kirche für Deutschland und Europa inne.
Seine Hauptveröffentlichung ist „Das Wort des Herrn gebracht zur Menschheit durch Seinen Engel“. Darin sind in deutscher Übersetzung die zwischenzeitlich bis 1974 in englischer Sprache erschienen 93 Botschaften der Apostel Otto Fetting (1871–1933) und W. A. Draves (1912–1994) enthalten. Diese Botschaften überbrachte diesen beiden Empfängern nach Ansicht der Kirche der auferstandene und persönlich erschienene Johannes der Täufer als von Gott gesandter Engel.

## Wirken

### Berufungen
Huonker glaubte nach eigenem Bekunden 1974 „schon über 40 Jahre an die Echtheit und Wahrheit der Engel-Botschaften und auch an die Neugründung der Kirche Christi“ (Das Wort des Herrn, S. 7); also wohl seit Anfang der 1930er Jahre. 
Am 31. Juli 1968 wurde er zum Evangelisten berufen. Botschaft 86, 83: „Laß Martin Huonker sich als Evangelisten absondern. Der Herr wird diese Mission segnen.“
Im September 1968 fand in Huonkers Haus in Rottweil die erste Europäische Versammlung der Kirche Christi mit der Elias-Botschaft statt. Daran nahm auch Apostel W. A. Draves aus Independence, US-Bundesstaat Missouri, teil, der sich zu dieser Zeit auf einer Mission in Rottweil befand. Dabei erhielt Draves am 20. September 1968 in Huonkers Haus die 87. Botschaft, die ebenfalls in der Sammlung „Das Wort des Herrn“  veröffentlicht ist (die Zählung enthält auch die ersten 30 Botschaften seines Vorgängers Otto Fetting). In Botschaft 87, 11 ist auch Martin Huonker erwähnt: „An meinen Mitdiener Martin Huonker: Der Herr hat ihn lange im Glauben gehalten und hat ihn bewahrt bis auf diesen Tag...“ In der gleichen Botschaft wird er auch zum Apostel berufen: „Einige, die berufen sind in der Zahl der Apostel, werden nicht annehmen noch sich darauf vorbereiten; laßt daher, wenn freie Stellen kommen, ... Martin Huonker ihren Platz in deren Zahl einnehmen“ (Botschaft 87, 27).
Martin Huonker wird auch noch in weiteren Botschaften, die von einem anderen Mitglied der Kirche aus der englischen Sprache übersetzt und veröffentlicht wurden, als Apostel erwähnt. Botschaft 98, 26 (vom 10. Juni 1976): „Der Apostel Martin Huonker ist von dem Herrn sehr begünstigt worden wegen seines Glaubens und guter Werke, auch jene, mit denen er zusammen arbeitet. Sein Lohn wird großer Friede und große Freude sein. Der Herr wird die Saat bewässern, die er gesät hat, sie wird hervorkommen.“ – Botschaft 101, 25 (vom 11. März 1983): „Ein großer Segen liegt auf dem Apostel Martin Huonker, die Saat, die er gesät hat und noch säen wird, bringt große Ergebnisse hervor, laß ihn fortfahren. Seine Stärke ist vom Herrn. Friede sei auf ihm und seiner Arbeit.“

### Herausgabe des Hauptwerks
Im Juli 1974 erhielt Martin Huonker bei den Versammlungen der Kirche Christi mit der Elias-Botschaft in Independence, Missouri, den Auftrag, die bis damals vorhandenen 93 Engel-Botschaften zu einem Buch in deutscher Sprache mit dem Titel „Das Wort des Herrn von seinem Engel überbracht“ drucken zu lassen. Huonker nahm den Auftrag an, weil er aus der 93. Botschaft vom 23. Juli 1974 den Auftrag Gottes erkannte. Botschaft 93, 8: „Laß die Botschaft gedruckt und veröffentlicht werden ins Deutsche zu dieser Zeit. Der Herr hat seinen Diener Martin Huonker hierher zu dieser Versammlung gebracht und in dieser Zeit möge das Buch, das Wort des Herrn, schnell zubereitet werden, daß er es mitnehmen kann zu seinen Leuten in seinem Lande. Daselbst sind viele gottesfürchtige Leute.“ Huonker veröffentlichte als Herausgeber 1974 diese deutsche Übersetzung mit dem Titel „Das Wort des Herrn gebracht zur Menschheit durch Seinen Engel“ im Wegweiser-Verlag Wannweil.

## Veröffentlichungen
(Auswahl)
- „Das Wort des Herrn gebracht zur Menschheit durch Seinen Engel“, Wegweiser-Verlag Wannweil 1974 (inzwischen vergriffen). Es ist die deutsche Übersetzung der Botschaften 1 – 93 der englischen Ausgabe mit dem Titel „The Word of the Lord Brought to Mankind by an Angel“ (insgesamt inzwischen 117 Botschaften).
- Neben weiteren Veröffentlichungen gab Martin Huonker in den 1980er Jahren auch die Zeitschrift „Die Stimme des Friedens“ heraus, die etwa alle drei Monate mit einem Umfang von jeweils 50 – 65 DIN-A4-Seiten erschien. Neben den zahlreichen Auszügen aus den Botschaften der Veröffentlichung „Das Wort des Herrn“ druckte Huonker auch viele Artikel und auch vermeintliche Offenbarungen bzw. Neuoffenbarungen anderer Autoren ab, z. B. von Erika Bertschinger (Fiat Lux), J. R. Gschwend (Missionar in Südafrika), Steven Lightle, Jakob Lorber, Basilea Schlink (Evangelische Marienschwesternschaft) und Jean Schwab (Schweiz).
- Die Notwendigkeit der Wassertaufe und ihre Bedeutung als Tür in die Gemeinschaft der „Kirche Christi mit der Elias-Botschaft“, Rottweil o. J.
- Gedanken über die Offenbarung Gottes, Rottweil o. J.
- Kurzer historischer Hintergrund der „Kirche Christi mit der Elias-Botschaft“, Rottweil o. J. – Es handelt sich um die Übersetzung der englischen Veröffentlichung Brief Historical Background of The Church of Christ „The Church With The Elijah Message.“

## Weblink
- „The Word of the Lord Brought to Mankind by an Angel“: Website der Kirche mit den englischen Originaltexten

| Personendaten    | Personendaten                                                               |
| ---------------- | --------------------------------------------------------------------------- |
| NAME             | Huonker, Martin                                                             |
| KURZBESCHREIBUNG | deutscher Evangelist und Apostel der Kirche Christi mit der Elias-Botschaft |
| GEBURTSDATUM     | 1896                                                                        |
| STERBEDATUM      | 1990                                                                        |